# Liste der Biografien/Linh
Liste der Biografien |
Portal Biografien |
Personensuche
# |
A |
B |
C |
D |
E |
F |
G |
H |
I |
J |
K |
L |
M |
N |
O |
P |
Q |
R |
S |
T |
U |
V |
W |
X |
Y |
Z |
?
 
La |
Lb |
Lc |
Le |
Lg |
Lh |
Li |
Lj |
Ll |
Lm |
Lo |
Lp |
Lt |
Lu |
Lv |
Lw |
Lx |
Ly |
Lz
 
Lia |
Lib |
Lic |
Lid |
Lie |
Lif |
Lig |
Lih |
Lii |
Lij |
Lik |
Lil |
Lim |
Lin |
Lio |
Lip |
Liq |
Lir |
Lis |
Lit |
Liu |
Liv |
Liw |
Lix |
Liy |
Liz
 
Lina |
Linb |
Linc |
Lind |
Line |
Linf |
Ling |
Linh |
Lini |
Linj |
Link |
Linl |
Linn |
Lino |
Linp |
Lins |
Lint |
Linu |
Linv |
Linw |
Linx |
Liny |
Linz
Die Liste der Biografien führt alle Personen auf, die in der deutschsprachigen Wikipedia einen Artikel haben. Dieses ist eine Teilliste mit 34 Einträgen von Personen, deren Namen mit den Buchstaben „Linh“ beginnt.

## Linh
- Linh, Sjarhej (* 1937), belarussischer Politiker

### Linha
- Linhard, Gerhard (1805–1880), deutscher Gerichts- und Wundarzt, sowie Bürgermeister (Stadtvorstand) von Bad Kissingen (1854–1865)
- Linhard, Hugo (1896–1950), deutscher Literatur- und SD-Funktionär
- Linhard, Monika (* 1957), deutsche Künstlerin
- Linhard-Böhm, Thea (1903–1981), deutsche Opern- und Konzertsängerin (Sopran)
- Linhardt, Alexander (* 1976), österreichischer Schauspieler
- Linhardt, Erich (* 1956), österreichischer katholischer Geistlicher, römisch-katholischer Generalvikar von Graz-Seckau
- Linhardt, Franz von (1793–1876), österreichischer k. k. Jurist und Generalauditor
- Linhardt, Hanns (1901–1989), deutscher Ökonom und Politiker (FDP), MdL
- Linhardt, Marion (* 1967), deutsche Literatur- bzw. Theaterwissenschaftlerin und Hochschullehrerin
- Linhares, José (1886–1957), brasilianischer Präsident
- Linhart, Anton (1942–2013), österreichischer Fußball- und Footballspieler
- Linhart, Anton Tomaž (1756–1795), slowenischer Dichter, Dramatiker und Historiker
- Linhart, Buzzy (1943–2020), US-amerikanischer Sänger, Songschreiber, Gitarrist und Vibraphonist
- Linhart, Edmund (* 1949), österreichischer Maler und Grafiker
- Linhart, Elisabeth, österreichische Sopranistin
- Linhart, Eric (* 1976), deutscher Politologe und Hochschullehrer
- Linhart, Eva, deutsche Kunsthistorikerin
- Linhart, Karin (* 1972), deutsche Rechtswissenschaftlerin und Sachbuchautorin
- Linhart, Leopold (1914–1974), österreichischer Eiskunstläufer
- Linhart, Lubomír (1906–1980), tschechoslowakischer Publizist, Theoretiker der Fotografie, Filmhistoriker, Redakteur und Übersetzer
- Linhart, Markus (* 1959), österreichischer Politiker (ÖVP), Bürgermeister der Stadt Bregenz
- Linhart, Michael (* 1958), österreichischer Diplomat und PolitikerMichael Linhart (* 1958)

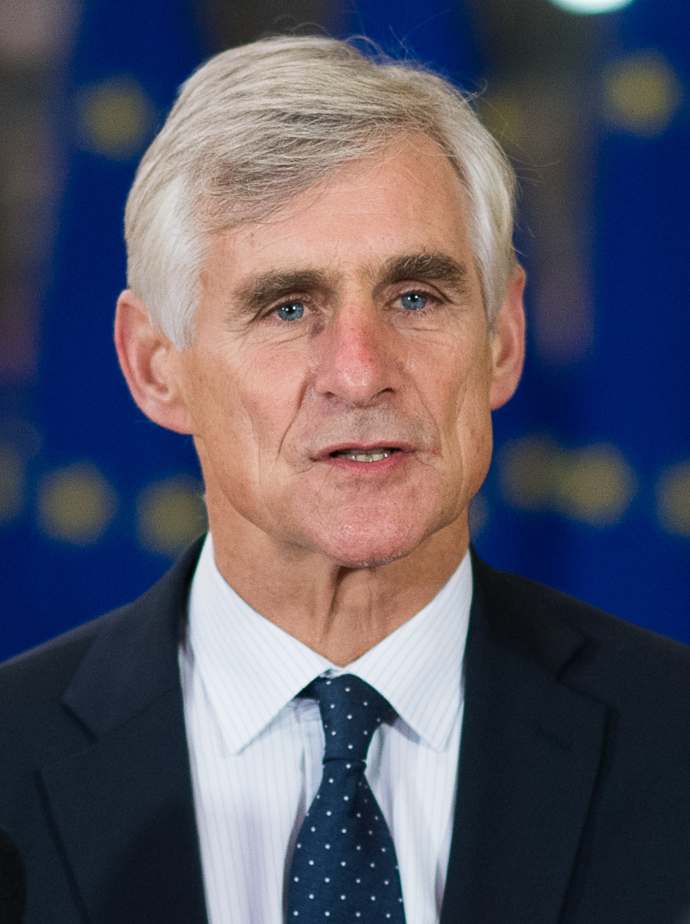
Michael Linhart (* 1958)

- Linhart, Nate (* 1986), US-amerikanischer Basketballspieler
- Linhart, Paula (1906–2012), deutsche Sozialarbeiterin und Filmkritikerin
- Linhart, Petr (* 1990), tschechischer Handballspieler
- Linhart, Sepp (* 1944), österreichischer Japanologe
- Linhart, Wenzel von (1821–1877), deutsch-österreichischer Mediziner
- Linhartová, Věra (* 1938), tschechische Schriftstellerin
- Linhave, Ingrid Gjessing (* 1977), norwegische Moderatorin

### Linhe
- Linher, Otto (1922–1953), österreichischer Skirennläufer

### Linho
- Linhof, Jan Markus (* 1965), deutscher Filmregisseur und Drehbuchautor
- Linhof, Valentin (1854–1929), deutscher Pionier der Fototechnik
- Linhoff, Josef (1819–1893), preußischer Beamter